# Masters of Disasters
A Masters of Disasters a Totál Dráma Akció című kanadai animációs valóságshow-sorozat 10. epizódja.

## Leírás
A versenyzők egy katasztrófafilmes próbán vesznek részt, amelyben az az első feladat, hogy egy ferde, akadályokkal megrakott rámpán feljussanak a tetőre. Eközben Chris alulról kis golyókat lő rájuk, hogy nehezebb legyen a feladat. De ez nem válik be, ezért a Séf kezd el dobálni fentről. Az egyik könyv eltalálja Owent, és eltöri az állkapcsát. Owent beviszik a kórházba, majd következik a második feladat. A versenyzőket beviszik az űrlényes stúdióba, amelyet Chris eláraszt vízzel. A vízszint egyre nő, és Chris elkezd aggódni, hogy a versenyzők megfulladnak, mert nem tudják megfejteni a kombinációs zárat, és akkor be kell fejezni a műsort. De végül Haroldnak sikerül kinyitnia az ajtót, és ezzel a Pullerek nyerik a próbát.

## Státusz
| #        | Helyezés |
| -------- | -------- |
| Leshawna | Nyer     |
| Heather  | Nyer     |
| Owen     | Veszít   |
| Duncan   | Nyer     |
| Beth     | Veszít   |
| Harold   | Nyer     |
| Justin   | Veszít   |
| Lindsay  | Veszít   |
| Izzy (2) | Veszít   |